# 湖滨公园 (肯塔基州)
湖滨公园（英語：Lakeside Park），是美国肯塔基州的一座城市。建立于1930年，面积约为2.1平方公里（0.8平方英里）。根据2010年美国人口普查，该市的人口为2,668人。